# Wuling Zhengcheng
Wuling Zhengcheng (кит. 五菱征程; пиньинь Wǔlíng zhēngchéng) — минивэн, выпускающийся с 2015 года подразделением SAIC-GM-Wuling.

## Первое поколение (2014)
Первое поколение Wuling Zhengcheng выпускалось с 2015 по 2018 год. Zhengcheng является самым крупным минивэном в модельном ряду Wuling. Вместимость автомобиля составляет 9 мест.

### Технические характеристики
Автомобили Wuling Zhengcheng первого поколения оснащались бензиновыми двигателями объёмом 1,5—1,8 л. Расход топлива 1,5-литрового двигателя составляет 8,4 л/100 км, а 1,8-литрового — 8,8 л/100 км.

### Галерея

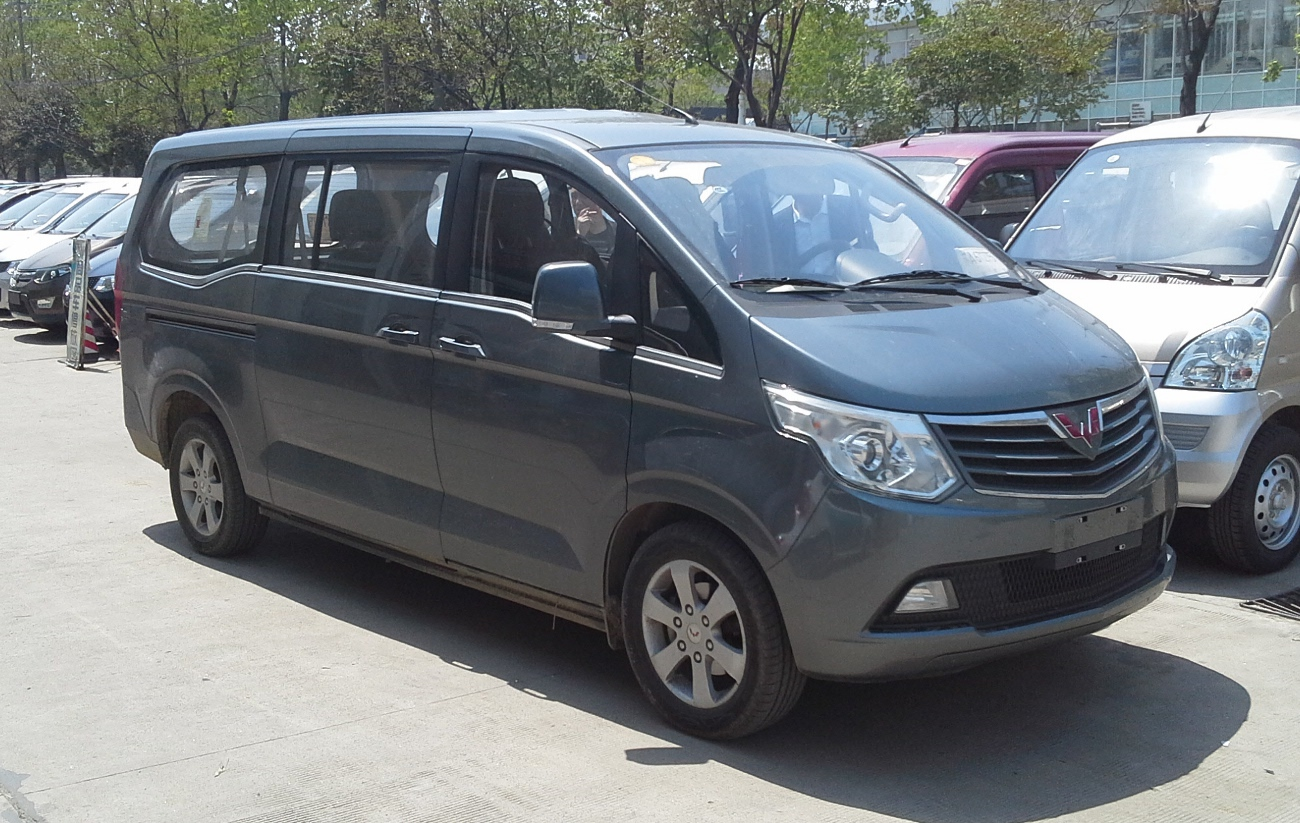
Вид спереди
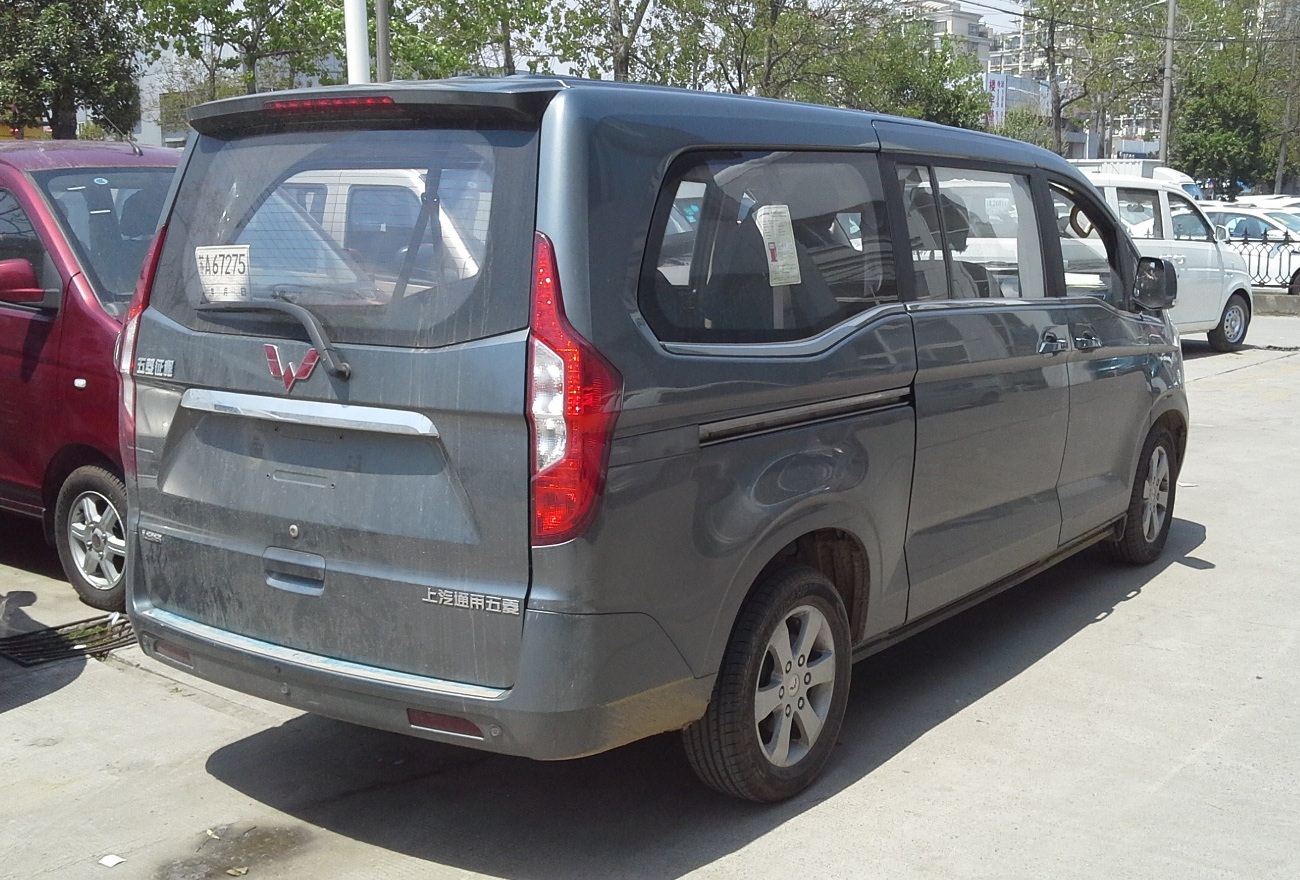
Вид сзади

## Второе поколение (2021)
Второе поколение Wuling Zhengcheng выпускается с августа 2021 года. Автомобили оснащаются 1,5-литровым турбодвигателем мощностью 108 кВт (147 л. с.). Вместимость составляет 7, 8 или 9 мест.

### Галерея

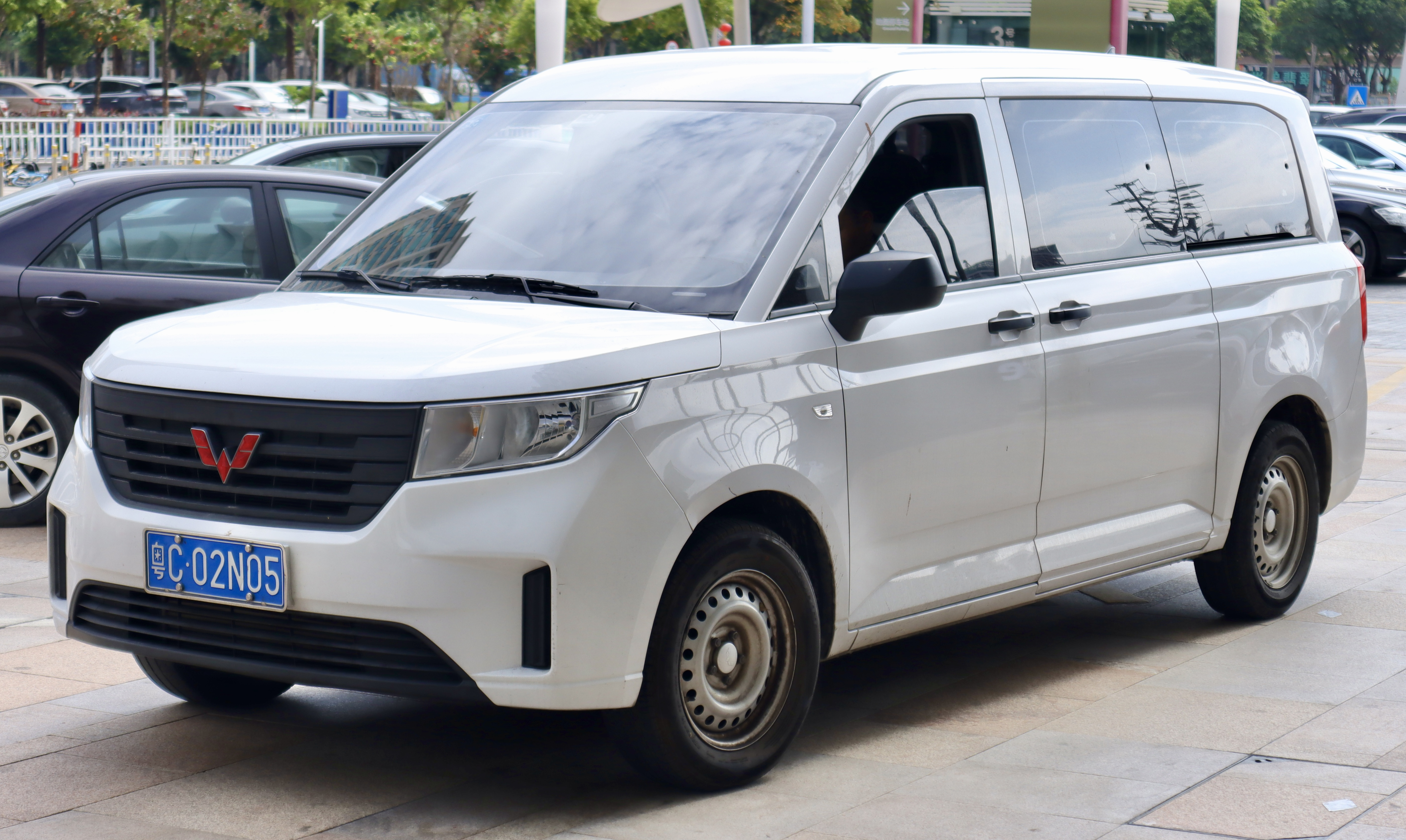
Вид спереди
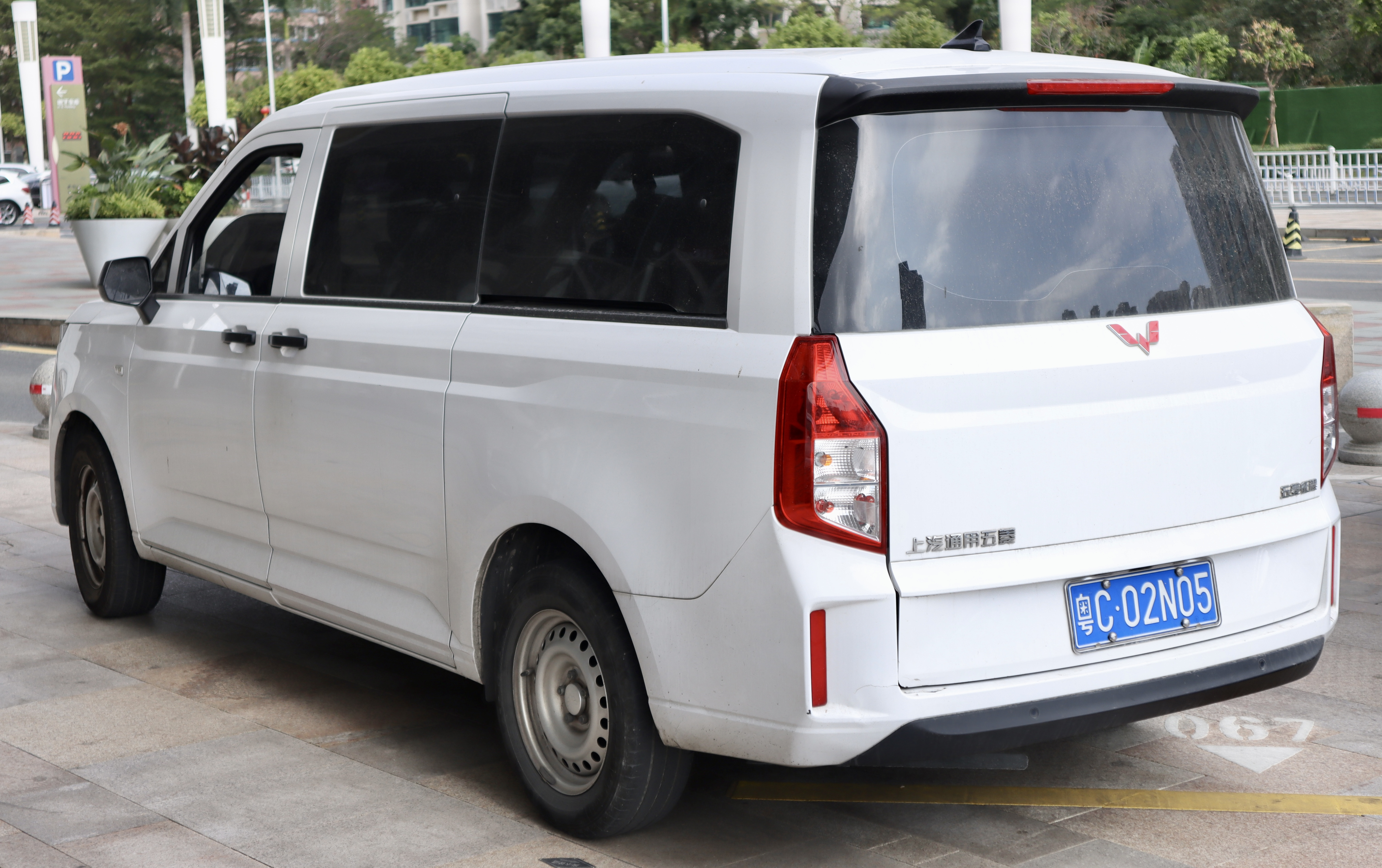
Вид сзади
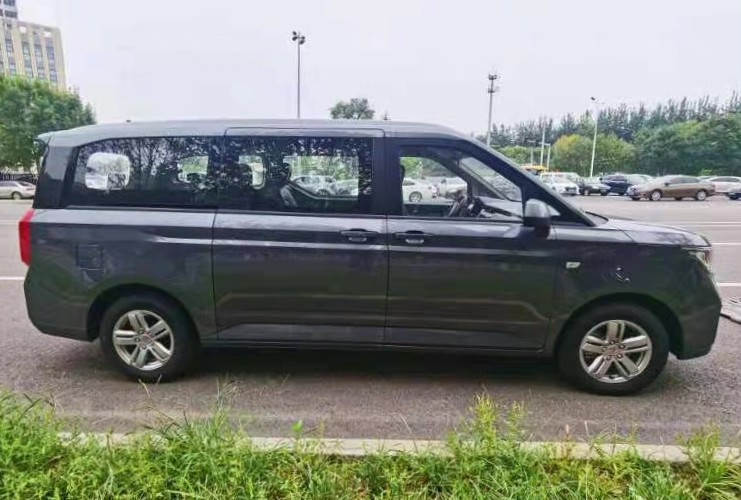
Вид сбоку